# Lauxania duplicans
Lauxania duplicans är en tvåvingeart som först beskrevs av Walker 1858.  Lauxania duplicans ingår i släktet Lauxania och familjen lövflugor. Inga underarter finns listade i Catalogue of Life.